# Associazione Sportiva Fanfulla 1961-1962
Questa voce raccoglie le informazioni riguardanti l'Associazione Sportiva Fanfulla nelle competizioni ufficiali della stagione 1961-1962.

## Stagione
La squadra bianconera Fanfulla Lodi nella stagione 1961-62 ha disputato il campionato di Serie C, girone A, il torneo ha promosso in Serie B la Triestina con 47 punti, il Fanfulla si è piazzato in terza posizione, con 43 punti appaiato alla Mestrina, sono retrocessi in Serie D la Pro Vercelli ed il Bolzano.

## Rosa
| N. |                   | Ruolo | Calciatore        |
| -- | ----------------- | ----- | ----------------- |
|    | Italia (bandiera) | D     | Aldo Acerbi       |
|    | Italia (bandiera) | A     | Paolo Bernasconi  |
|    | Italia (bandiera) | D     | Lorenzo Bonometti |
|    | Italia (bandiera) | A     | Enrico Brambilla  |
|    | Italia (bandiera) | C     | Gianni Buzzini    |
|    | Italia (bandiera) | C     | Alberto Carelli   |
|    | Italia (bandiera) | D     | Bruno Giovannini  |
|    | Italia (bandiera) | D     | Florio Ghezzi     |
|    | Italia (bandiera) | C     | Silvano Chiumento |
|    | Italia (bandiera) | P     | Dino Galli        |

| N. |                   | Ruolo | Calciatore       |
| -- | ----------------- | ----- | ---------------- |
|    | Italia (bandiera) | C     | Oscar Lorenzi    |
|    | Italia (bandiera) | A     | Cesare Maggioni  |
|    | Italia (bandiera) | A     | Giorgio Milanesi |
|    | Italia (bandiera) | C     | Giovanni Omini   |
|    | Italia (bandiera) | C     | Danilo Ravani    |
|    | Italia (bandiera) | C     | Luigi Sala       |
|    | Italia (bandiera) | A     | Alberto Spelta   |
|    | Italia (bandiera) | C     | Carlo Torriani   |
|    | Italia (bandiera) | P     | Vito Vaglia      |
|    | Italia (bandiera) | D     | Giampiero Vitali |